# Hauteville (Aisne)
Hauteville ist eine französische Gemeinde mit 184 Einwohnern (Stand: 1. Januar 2022) im Département Aisne in der Region Hauts-de-France. Sie gehört zum Arrondissement Vervins, zum Kanton Guise und zum Kommunalverband Thiérache Sambre et Oise.

## Geografie
Die Gemeinde Hauteville liegt 17 Kilometer östlich von Saint-Quentin an der Oise und am parallel verlaufenden Sambre-Oise-Kanal. Nachbargemeinden von Hauteville sind Noyales im Norden, Macquigny im Osten, Mont-d’Origny im Süden, Bernot im Westen sowie Montigny-en-Arrouaise im Nordwesten. Im Gemeindegebiet von Hauteville steht ein Windpark mit zwölf Windkraftanlagen.

## Bevölkerungsentwicklung
| Jahr                       | 1962 | 1968 | 1975 | 1982 | 1990 | 1999 | 2006 | 2014 | 2022 |
| Einwohner                  | 207  | 215  | 191  | 161  | 166  | 172  | 186  | 166  | 184  |
| Quellen: Cassini und INSEE |      |      |      |      |      |      |      |      |      |

## Sehenswürdigkeiten

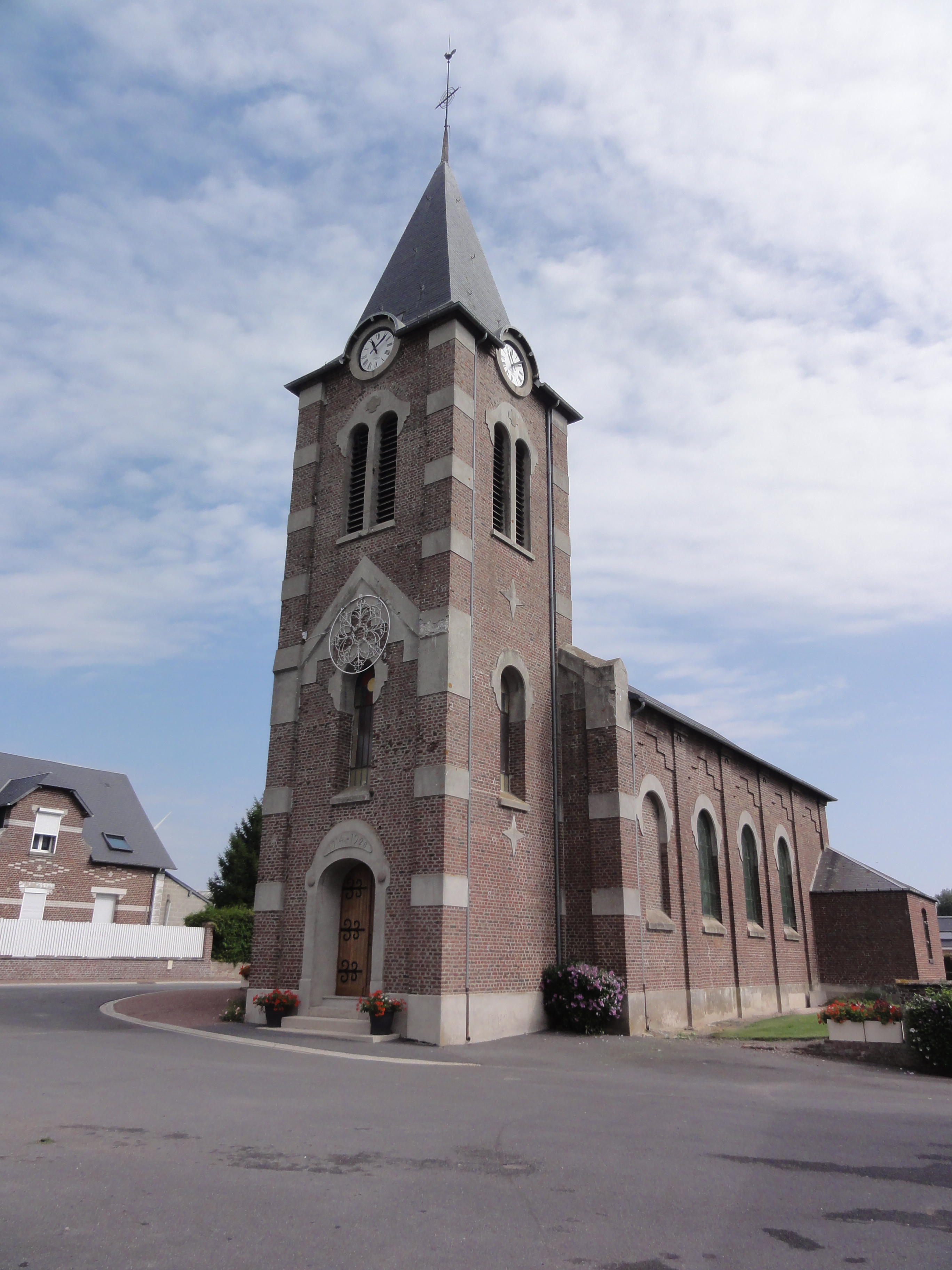
Kirche Saint-Brice
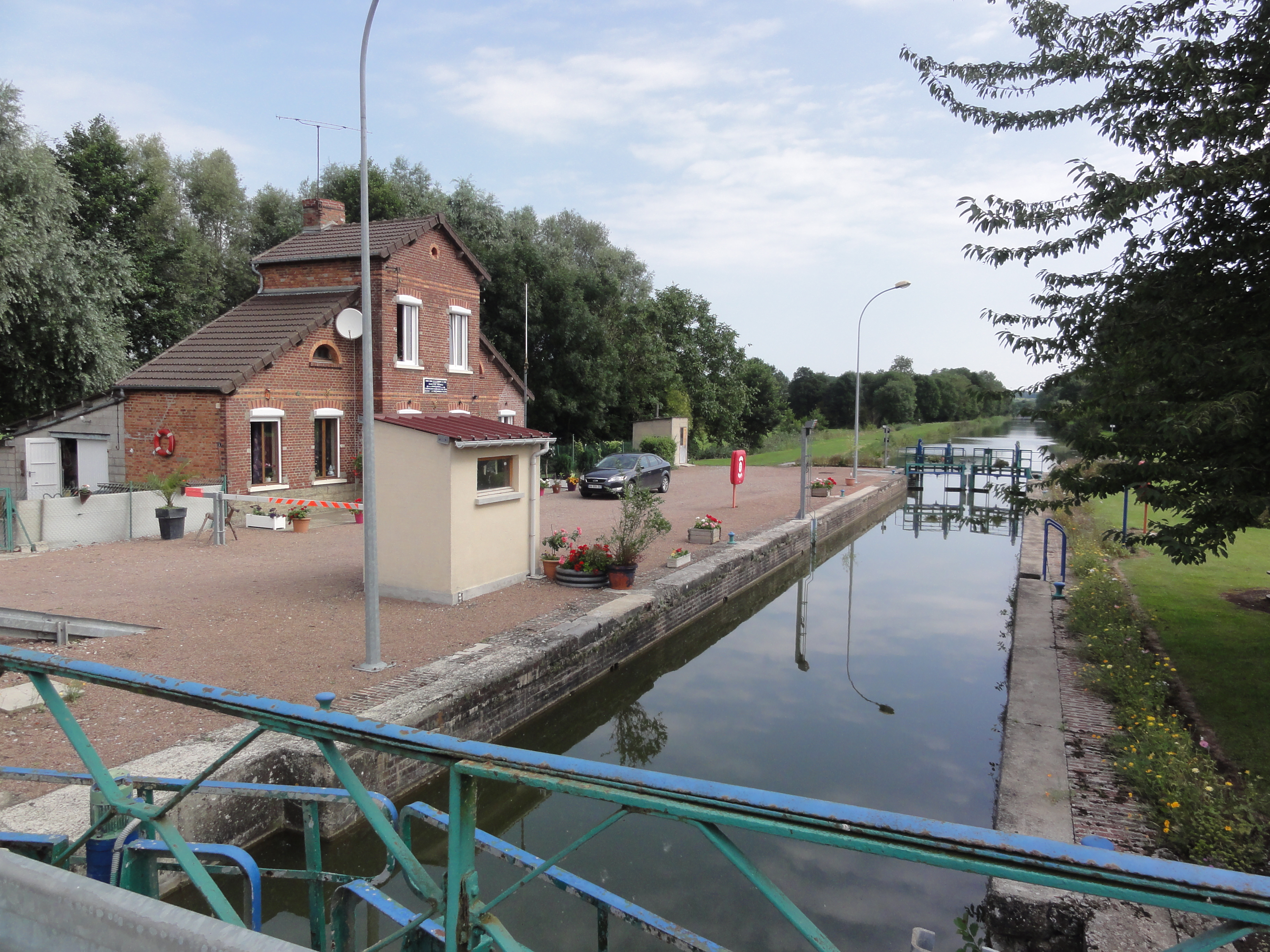
Schleuse Nr. 23 A im Sambre-Oise-Kanal
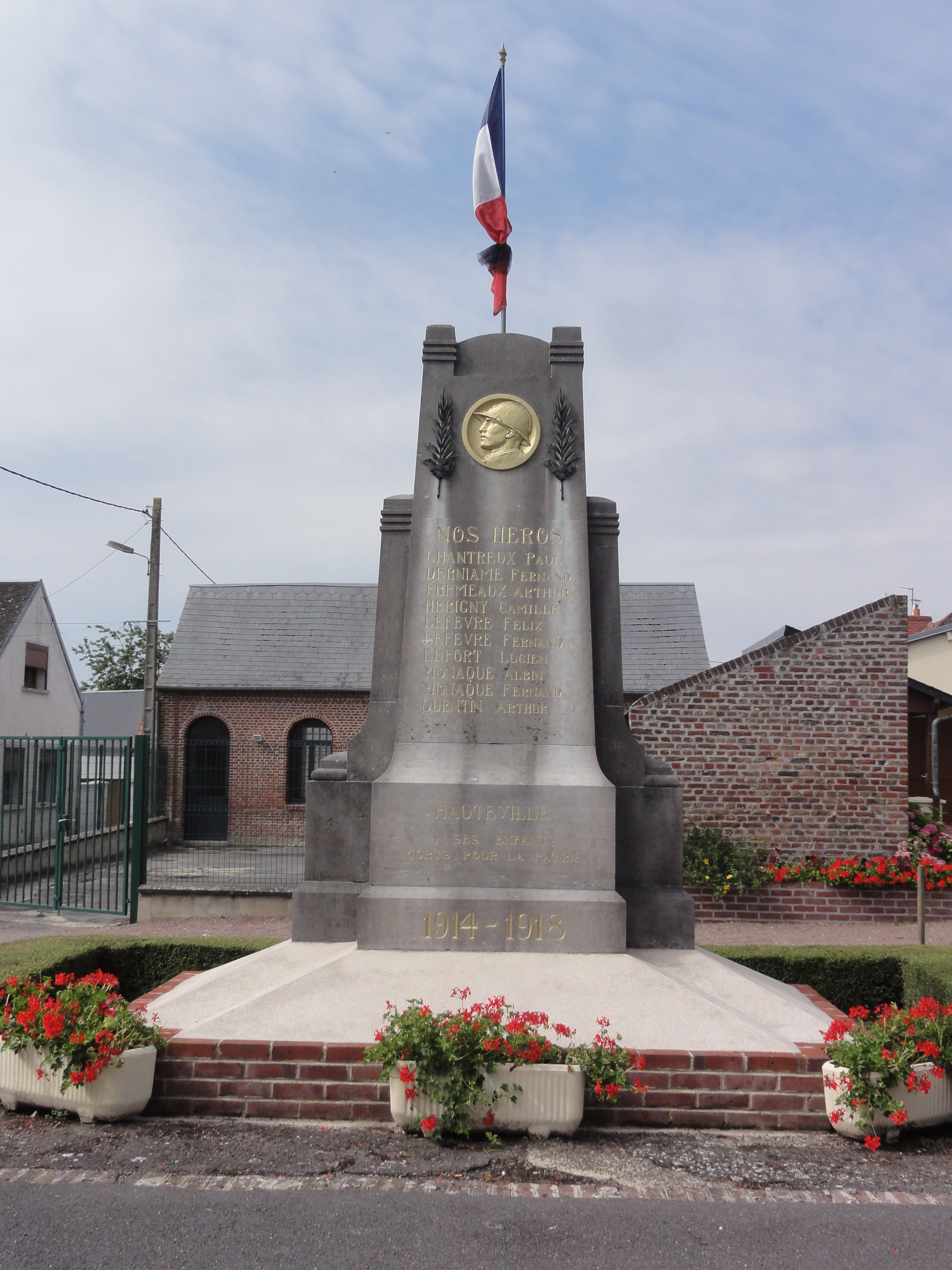
Gefallenendenkmal

- Kirche Saint-Brice
- Schleuse Nr. 23 A im Sambre-Oise-Kanal
- Gefallenendenkmal